# بانی (ویرجینیای غربی)
بانی (به انگلیسی: Bonnie) یک منطقهٔ مسکونی در ایالات متحده آمریکا است که در شهرستان برکستون، ویرجینیای غربی واقع شده‌است. بانی ۲۸۲٫۸۶ متر بالاتر از سطح دریا واقع شده‌است.